# Chiesa di Santa Chiara (Cortona)
La chiesa di Santa Chiara è un luogo di culto cattolico che si trova a Cortona, in provincia di Arezzo e diocesi di Arezzo-Cortona-Sansepolcro.

## Storia
In questa zona esisteva una struttura di origine romana, ossia una grandiosa cisterna utilizzata a valle come cantina e a monte come cortile, che nel medioevo era stata usata come gualchiera per i panni di lana e come mulino.
Fu donata nel 1470 alle clarisse, che vivevano fuori le mura, nella zona di Targia, dove oggi si trova il cimitero comunale. Chiesa e monastero vennero progettati nel 1555 da Giorgio Vasari e costruiti da Luca Berrettini. Le monache vi si trasferirono nel 1581.

## Descrizione
La chiesa del monastero è un'aula rettangolare con ornati lignei seicenteschi, dorati e dipinti, che dividono l'area pubblica da quella riservata alle monache.
Nell'altare di sinistra si conserva la Deposizione di Cristo con Giuseppe d'Arimatea e Nicodemo, capolavoro giovanile di Pietro da Cortona, databile al 1625 circa, e quello di destra un'Immacolata di Andrea Commodi del 1609.

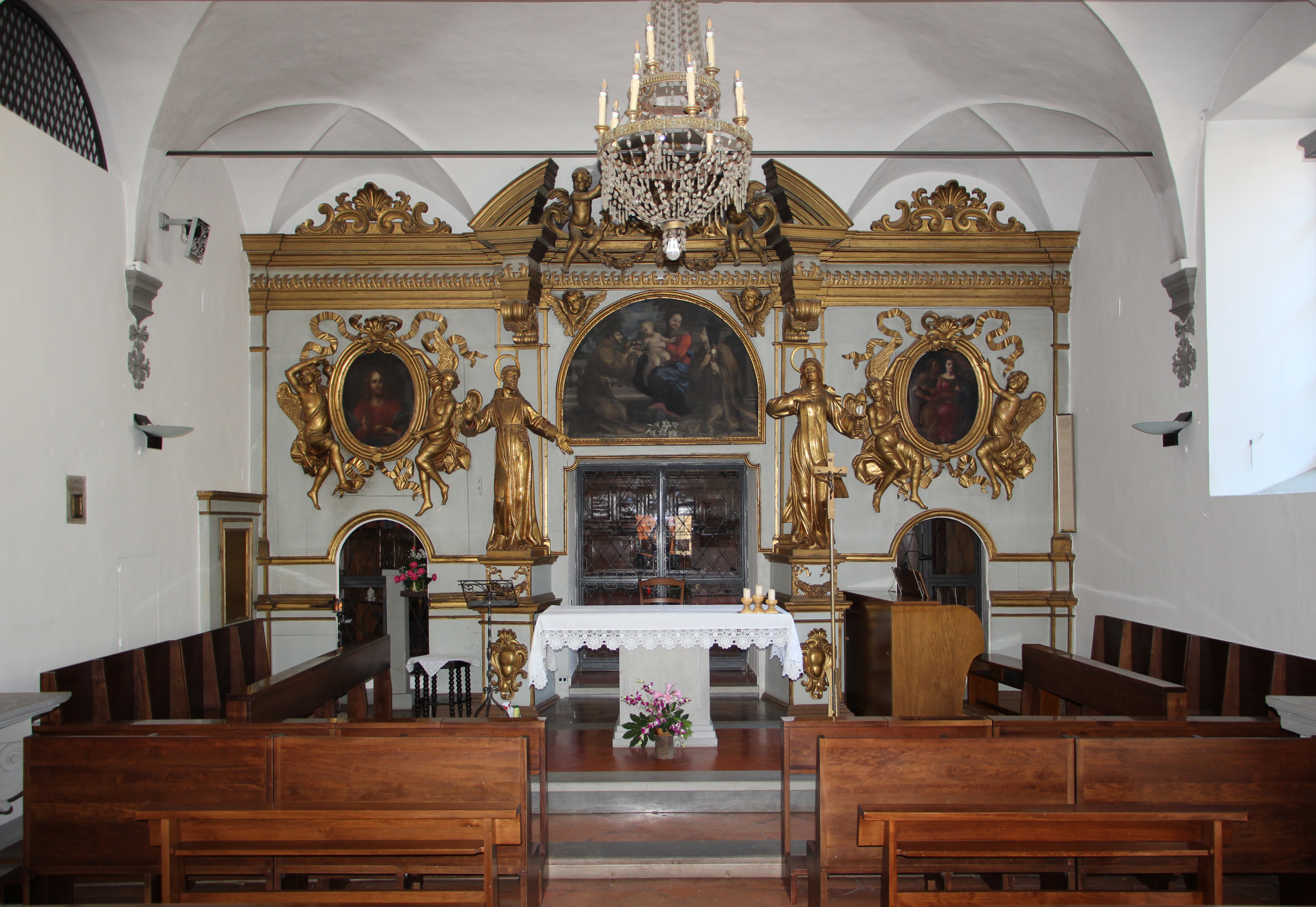
Interno
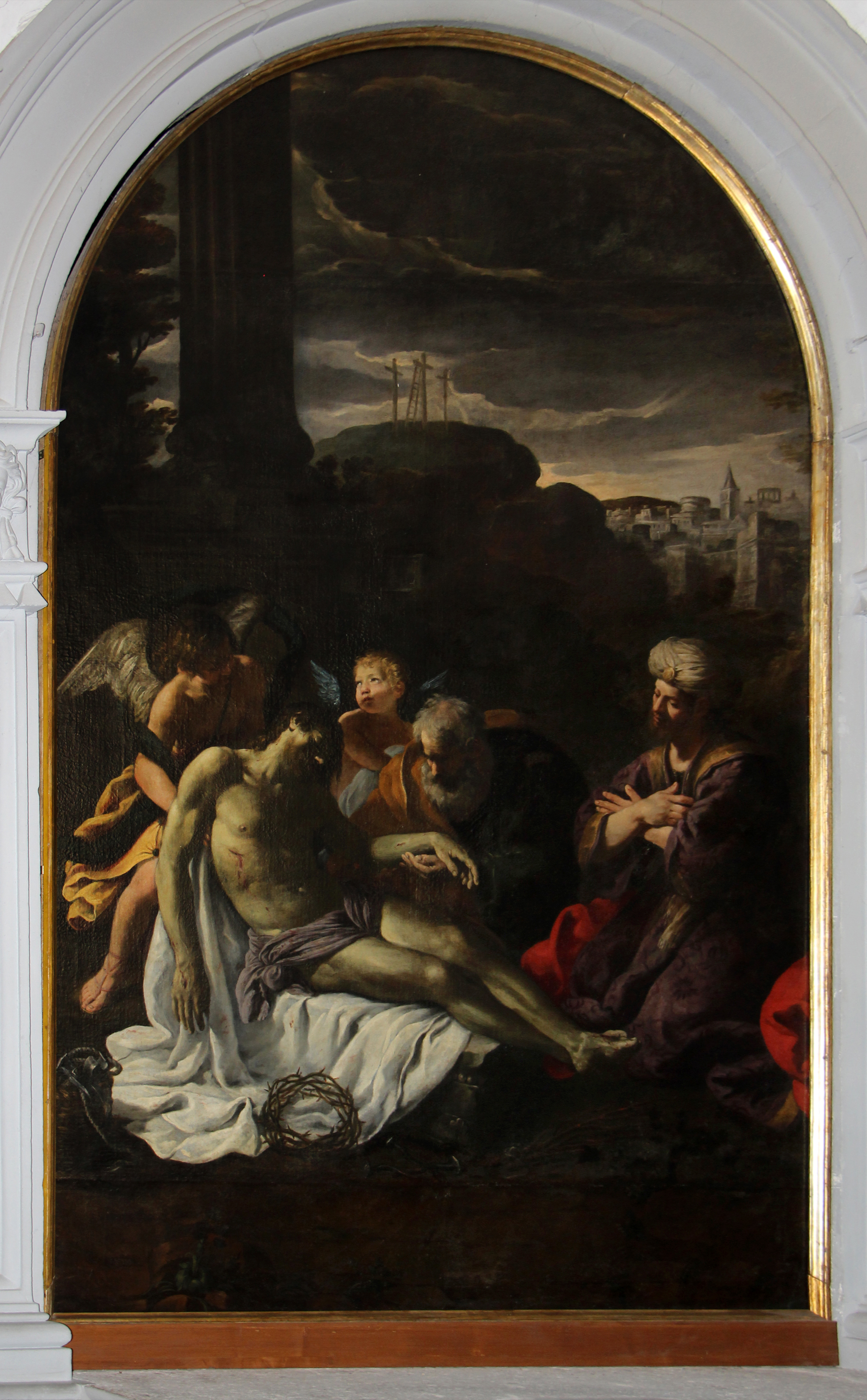
Deposizione di Pietro da Cortona
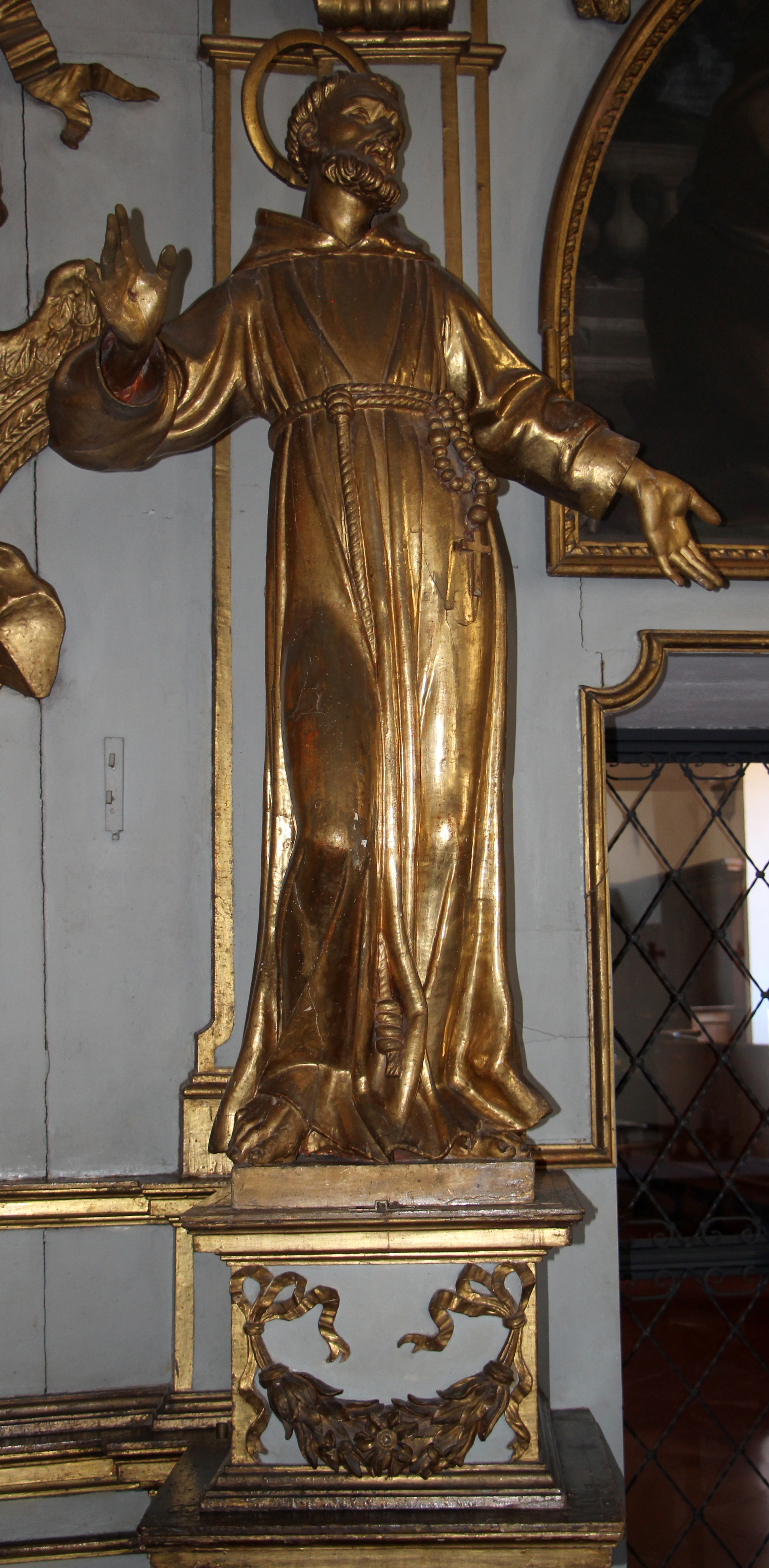
Stefano Fabbrucci, San Francesco
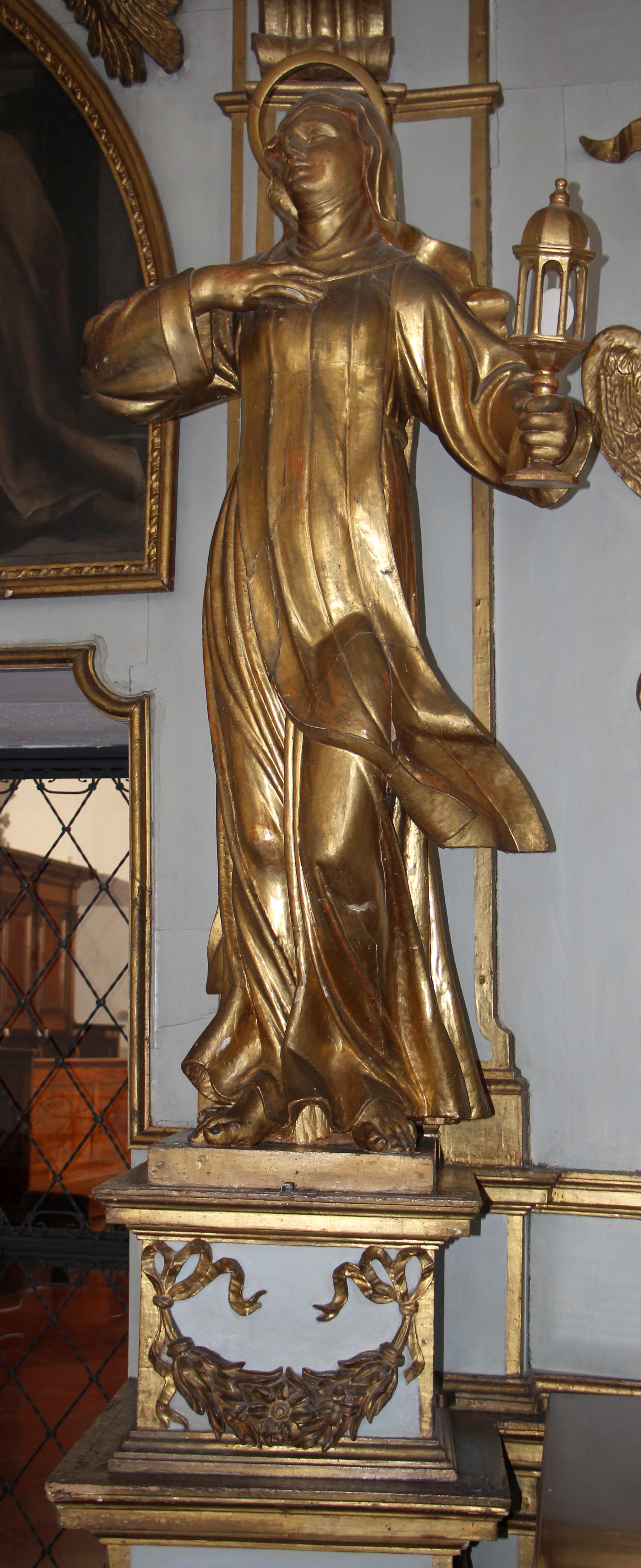
Stefano Fabbrucci, Santa Chiara